# Myoprocta pratti
El acuchí verde, tintín o guatín verde (Myoprocta pratti), es una especie de roedor del género Myoprocta, parte de la familia Dasyproctidae, de América del Sur. 

## Distribución y hábitat
Vive en bosques primarios y secundarios y se adapta a los huertos o chagras. Se distribuyen por la Amazonia occidental, oeste del Río Negro y Río Madeira, al noroeste de Brasil, al noreste del Perú, al este de Ecuador, al sureste de Colombia, y al sur de Venezuela. Hay una variación considerable dentro de este rango, y Myoprocta pratti, reconocido en la actualidad, puede contener más de una especie. Debido a la aplicación del nombre científico Acouchi, históricamente ha estado en disputa, el nombre Myoprocta acouchy a veces se ha utilizado por estas especies en lugar de Myoprocta pratti.

## Descripción
Un acuchí adulto pesa entre 1 kg y 1,2 kg y mide entre 33 y 44 cm de longitud. Tiene una cola corta de unos 4 cm. El pelambre es fino, brillante, de color canela con visos de color ocre verdoso, que se hacen ligeramente dorados en los costados. Las mejillas son amarillo ocre; la base de los bigotes, la parte inferior del cuello; el pecho y la punta de la cola son blancuzcos; y el vientre es de color ocre.

## Alimentación
Es frugívoro Puede comer también semillas y tubérculos. Es propenso a las enfermedades dentales por caries.

## Comportamiento
Son diurnos, y tienen un complejo de patrones de comportamiento relacionados con la interacción social. Además, son acapadores de alimentos.

## Reproducción
Los machos son dominantes y en la época de celo desarrollan un comportamiento agresivo con tros machos. La gestación dura 15 a 16 semanas. La hembra tiene dos crías por parto, a las que da de lactar hasta los dos meses y medio, aunque desde que nacen ya comen algunos frutos y retoños.